# Wojski
Wojski (łac. tribunus) – urząd ziemski, który pojawił się w Polsce dzielnicowej, zachowany w zjednoczonym  Królestwie Polskim, a w epoce nowożytnej wprowadzony w Wielkim Księstwie Litewskim.

## Historia
W Polsce został wprowadzony prawdopodobnie na początku XIII wieku. Początkowo odgrywał istotną rolę – gdy na czas wyprawy wojennej wraz z rycerstwem opuszczali dany teren wszyscy urzędnicy, to wojski przejmował faktycznie zarząd, mając za obowiązek strzeżenie tam bezpieczeństwa. Mógł również zastępować kasztelana w zakresie spraw wojskowych. Z czasem pojawił się podział na wojskiego większego (ziemskiego) i wojskiego mniejszego (zamkowego, grodzkiego). Ten pierwszy miał czuwać nad całą ziemią, zaś drugi nad konkretnym zamkiem. Jednak po wprowadzeniu urzędu starosty, znaczenie wojskiego spadło, bowiem to starostowie przede wszystkim strzegli porządku na powierzonym obszarze, a z zasady nie uczestniczyli w wyprawach tamtejszego rycerstwa. 
W epoce nowożytnej wojski nadal miał pilnować bezpieczeństwa wewnętrznego po wymarszu pospolitego ruszenia, czuwając nad tymi, którzy nie mogli wziąć w nim udziału i pozostali w domach. W związku z tym na ogół wybierano na ten urząd mężczyzn w dojrzałym wieku, o nienagannej reputacji i cieszących się zaufaniem. W Wielkim Księstwie Litewskim wojski pojawił się w XVI wieku, począwszy od Podlasia.
Godność wojskiego zaliczono do urzędów ziemskich. W ich hierarchii, ustalonej na sejmie w 1768 roku, na Litwie wojski zajmował 7. spośród 23 miejsc, natomiast w Koronie  uwzględniono wciąż podział na większego i mniejszego: na 15 miejsc, ten pierwszy był 11., a drugi 14.
Mianem wojskiego określano także urzędników prywatnych niektórych dworów magnackich, którzy strzegli porządku w obrębie dóbr oraz ściągali opłaty i podatki od poddanych.